# Röda rummet (tidskrift)
För andra betydelser, se Röda rummet (olika betydelser).
Röda Rummet (egen skrivning: Röda rummet) är en teoretisk marxistisk tidskrift som utges av Socialistisk politik. Socialistiska Partiet var tidigare utgivare för tidskriften. Tidskriften startade 1969 under namnet Fjärde Internationalen och bytte 1997 till nuvarande namn.
Röda Rummet är även namnet på det till tidskriften kopplade bokförlaget, där man även ägnar sig åt utgivning med anknytning till kommunismens historia.